# Хорнсби, Брюс
Брюс Хо́рнсби (англ. Bruce Randall Hornsby, род. 23 ноября 1954) — американский пианист, певец, композитор и поэт-песенник (автор-исполнитель).
Как пишет музыкальный сайт AllMusic, Хорнсби «пишет сильные, идущие от сердца песни, которые затрагивают несколько различных американских традиций: поп, джаз, блюграсс, а также соул в стиле 60-х годов». Веб-сайт характеризует стиль Брюса Хорнсби-пианиста как «свежий и беззаботный», как бы противоречащий его техническому дарованию.
Хорнсби работал как студийный музыкант и сочинял песни для других исполнителей, а в 1984 году собрал собственную группу Bruce Hornsby and the Range. Его первый хит — «The Way It Is» (1986) (как пишет AllMusic, песня философская и заставляющая несколько смешаться в чувствах) — и по сей день остаётся самым большим его успехом.
Также в начале 1990-х годов музыкант гастролировал с группой Grateful Dead в качестве временного участника (клавишника).

## Награды
В 1987 году (то есть награда присуждалась за 1986 год) группа Bruce Hornsby and the Range получила «Грэмми» в категории «Лучший новый исполнитель».

## Дискография
- См. статью «Bruce Hornsby discography» в англ. разделе.